# Georgische lari
De Georgische lari (Georgisch: ლარი) is de munteenheid van Georgië. Een lari is onderverdeeld in honderd tetri. Lari betekent zowel schat als eigendom in het Georgisch. Tetri betekent wit, maar refereerde in deze context aan de Georgische munten in de middeleeuwen.

## Geschiedenis
De munteenheid werd in 1992 bij wet bepaald en kwam in 1995 ten tijde van president Edoeard Sjevardnadze in circulatie. Dit was onderdeel van een ambitieuze geldhervorming, die privatisering en de introductie van een nieuwe munteenheid ter vervanging van de Russische roebel inhield. 
De koers is vanaf de introductie tot 2015 vrij stabiel gebleven rond de 2 lari ten opzichte van de euro. De munt daalde daarna geleidelijk in waarde ten opzichte van de euro en dollar tot een dieptepunt in de zomer van 2021, toen de koers meer dan 4 lari was. Daarna herstelde de munt zich.

## Munten en biljetten
Er zijn munten van 5, 10, 20 en 50 tetri en van 1, 2 en 10 lari. Sinds 2021 zijn de 1 en 2 tetri munten uit circulatie.  Het papiergeld is beschikbaar in 5, 10, 20, 50 en 100 lari. De 1, 2 en 200 lari biljetten zijn niet vervangen in de nieuwe serie biljetten die in 2016 werd geïntroduceerd. Sinds 2022 zijn de biljetten van de eerste serie niet meer geldig.